# ورین آرتاشات
ورین آرتاشات (به ارمنی: Վերին Արտաշատ) یک روستا در ارمنستان است که در استان آرارات واقع شده‌است.  در  کیلومتری شمال آرتاشات، مرکز استان آرارات واقع شده است.

## خصوصیات
ورین آرتاشات ۷٫۸۵ کیلومترمربع مساحت و ۴٬۲۷۰ نفر جمعیت دارد و در ارتفاع  متر بالاتر از سطح دریا قرار گرفته است.

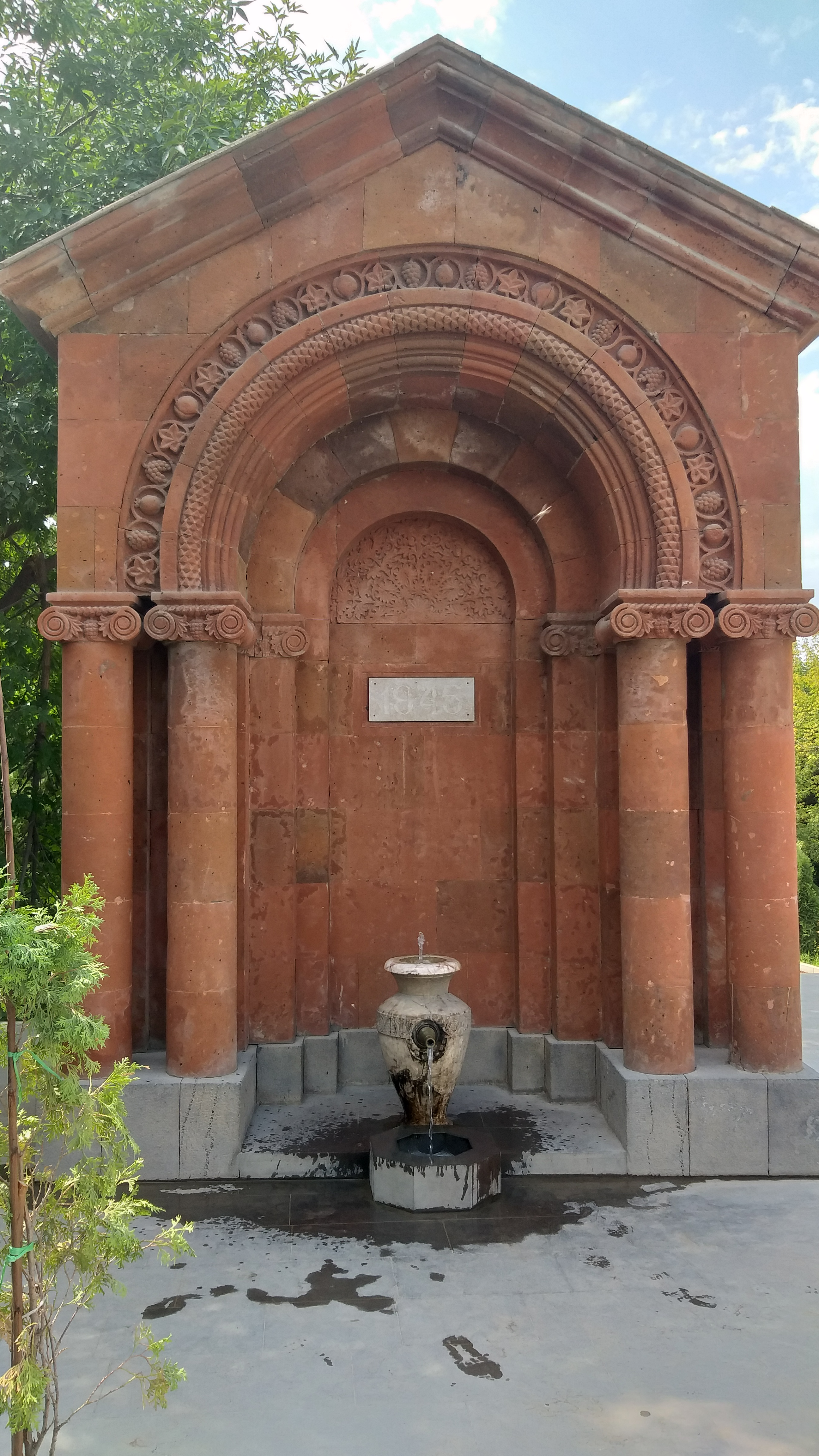
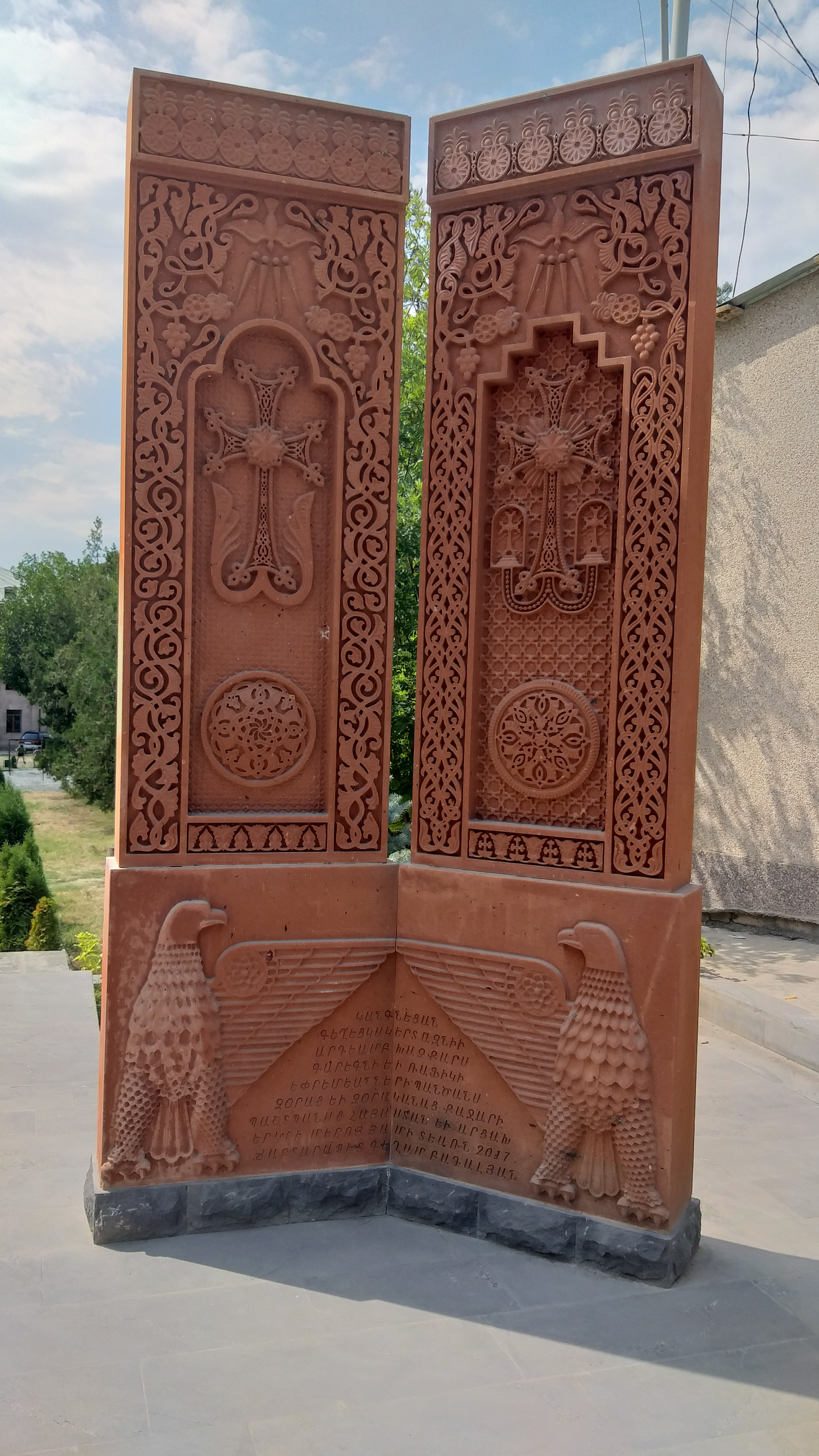
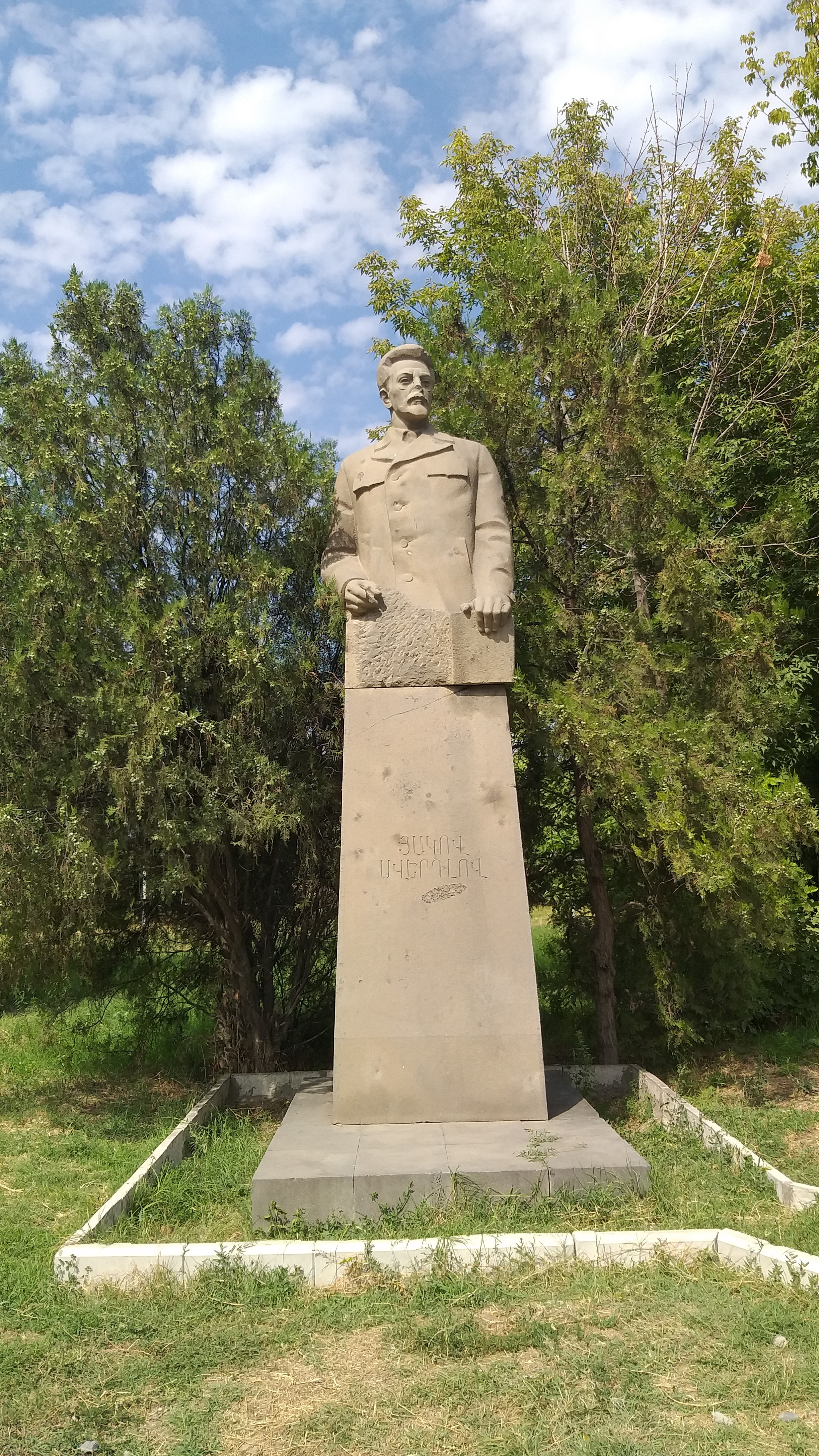